# Priest... Live!
Albums de Judas Priest
Turbo
(1986) Ram It Down
(1988)
Priest... Live! est le deuxième album enregistré en public live du groupe de heavy metal britannique Judas Priest. Il est sorti le 21 juin 1987 sous la forme d'un double album vinyle sur le label CBS Records en Europe et Columbia Records en Amérique du Nord. Comme les albums précédents il fut produit par Tom Allom.

## Historique
Tous les titres de Priest... Live! ont été enregistrés au cours de leur Fuel for Life Tour, tournée mondiale organisée pour promouvoir leur dernier album studio en date de l'époque : Turbo. D'ailleurs, une grande partie des titres joués (5) pendant ce live proviennent de cet album. Cet album ne contient aucun titre de leur albums sortis dans les années soixante-dix à l'exception de Hell Bent for Leather qui figurent sur la version The Remasters (2002) de l'album.
Les titres proviennent de deux concerts, celui du 15 juin 1986 donné à l'Omni d'Atlanta (GA) et celui du 27 juin 1986 donné à la Reunion Arena de Dallas (TX).
Cet album n'eut pas le même succès qu' Unleashed in the East, il se classa à la 38e place du Billboard 200 aux États-Unis et à la 47e place des charts britanniques. Il fut certifié disque d'or aux USA en 2001 et au Canada en 1987.

## Liste des titres

### Double album original
- Tous les titres sont signés par Rob Halford, Glenn Tipton & K. K. Downing sauf indication.

Face 1
1. Out in the Cold - 6:51
2. Heading Out to the Highway - 4:53
3. Metal Gods - 4:11
4. Breaking the Law - 2:42

Face 2
1. Love Bites - 5:27
2. Some Heads Are Gonna Roll (Robert Halligan Jr.) - 4:23
3. The Sentinel - 5:13
4. Private Property - 4:51

Face 3
1. Rock You All Around the World - 4:41
2. The Hellion / Electric Eye - 4:19
3. Turbo Lover - 5:53
4. Freewheel Burning - 5:01

Face 4
1. Parental Guidance - 4:10
2. Living After Midnight - 7:24
3. You've Got Another Thing Comin' - 8:05

Titres bonus de la réédition 2002
1. Screaming for Vengeance - 5:55
2. Rock Hard, Ride Free - 6:42
3. Hell Bent for Leather - 4:42

### 2001 "The Re-Masters Edition"
Toutes les chansons sont écrites et composées par Glenn Tipton, Rob Halford and K. K. Downing sauf indications..
| 1. | Out in the Cold                                 | 6:51 |
| 2. | Heading Out to the Highway                      | 4:53 |
| 3. | Metal Gods                                      | 4:11 |
| 4. | Breaking the Law                                | 2:42 |
| 5. | Love Bites                                      | 5:27 |
| 6. | Some Heads Are Gonna Roll (Robert Halligan Jr.) | 4:23 |
| 7. | The Sentinel                                    | 5:13 |
| 8. | Private Property                                | 4:51 |

| 1.  | Rock You All Around the World                                                                                    | 4:41 |
| 2.  | Electric Eye | 4:19 |
| 3.  | Turbo Lover | 5:53 |
| 4.  | Freewheel Burning                                                                                                | 5:01 |
| 5.  | Parental Guidance                                                                                                | 4:10 |
| 6.  | Living After Midnight                                                                                            | 7:24 |
| 7.  | You've Got Another Thing Comin'                                                                                  | 8:05 |
| 8.  | Screaming for Vengeance (Enregistré live à Memphis, TN le 12/12/1982 lors du Screaming for Vengeance tour)       | 5:55 |
| 9.  | Rock Hard, Ride Free (Enregistré live à Los Angeles, CA le 05/05/1984 lors du Defenders of the Faith tour)       | 6:42 |
| 10. | Hell Bent for Leather (Enregistré live à Saint Louis, MO le 23/05/1986 lors du Fuel for Life tour, Glenn Tipton) | 4:42 |

## Musiciens
- Rob Halford: chant
- K. K. Downing: guitare rythmique et solo, chœurs
- Glenn Tipton: guitare rythmique et solo, chœurs
- Ian Hill: basse
- Dave Holland: batterie, percussions

## Charts et certifications
| Pays        | Durée du classement | Meilleur classement |
| ----------- | ------------------- | ------------------- |
| Allemagne   | 14 semaines         | 23e                 |
| Autriche    | 2 semaines          | 22e                 |
| Canada      | 9 semaines          | 39e                 |
| États-Unis  | 15 semaines         | 38e                 |
| Norvège     | 2 semaines          | 16e                 |
| Pays-Bas    | 4 semaines          | 68e                 |
| Royaume-Uni | 2 semaines          | 47e                 |
| Suède       | 4 semaines          | 19e                 |
| Suisse      | 2 semaines          | 18e                 |

| Pays       | Certification | Ventes    | Date       |
| ---------- | ------------- | --------- | ---------- |
| Canada     | Or            | 50 000 +  | 30/09/1987 |
| États-Unis | Or            | 500 000 + | 29/10/2001 |